# القارة السابعة (فلم 1989)
القارة السابعة (بالإنجليزية: The Seventh Continent) هو فيلم دراما تم إنتاجه في النمسا وصدر في سنة 1989. الفيلم من إخراج مايكل هاينيكي وكتابة مايكل هاينيكي.

## وصلات خارجية
- مقالات تستعمل روابط فنية بلا صلة مع ويكي بيانات